# Leonhart Fuchs
Leonhart Fuchs   (Wemding, 17 de gener de 1501 - Tübingen, 10 de maig de 1566) va ser un metge i botànic alemany i dels fundadors de la moderna botànica junt amb Otto Brunfels i Hieronymus Bock (també dit Hieronymus Tragus). de vegades escrit Leonhard Fuchs,
El nom de la planta Fuchsia i el color fúcsia provenen del seu cognom.

## Biografia
Fuchs va néixer a Wemding en el Ducat de Baviera. Va estudiar a l'escola de Heilbronn, i la Marienschule d'Erfurt, Turíngia als 12 anys, es va graduar com Baccalaureus artium (Batxiller en arts) el 1524 va passar a ser Magister Artium (Mestre d'arts) a Ingolstadt, i es va doctorar en medicina.
De 1524 a 1526 practicà la medicina a Múnic, fins a obtenir la càtedra de medicina a Ingolstadt el 1526. De 1528 a 1531 va ser el metge personal de Georg Margrave de Brandenburg a Ansbach.
Fuchs va ser cridat a Tubinga per Ulrich, Duc de Württemberg el 1533 per ajudar a reformar la Universitat de Tubinga dins de l'esperit de l'humanisme. Fuchs va fer el jardí de plantes medicinals l'any 1535 i va ser professor de medicina. Morí a Tubinga el 1566.

## Punt de vista científic
Com els medievals i els seus contemporanis, Fuchs havia rebut molta influència dels autors grecoromans de medicina, especialment Dioscòrides Pedaci, Hipòcrates i Galè. Va combatre l'hegemonia de l'escola àrab de medicina transmesa per l'Escola Mèdica Salernitana i va tornar als autors grecs. Tanmateix, valorava l'experiència pràctica i les plantes medicinals.

## Epònimia
El nom de Fuchs es conserva per la planta Fuchsia, descoberta al Carib a Santo Domingo cap a 1696/97 pel científic francès Dom Charles Plumier, qui en publicà la primera descripció sota el títol "Fuchsia triphylla, flore coccineo" l'any 1703. El color fúcsia descriu el color vermell porpra de les flors de la planta Fuchsia.

## Publicacions
- Errata recentiorum medicorum ("Errors de doctors recents") (Hagenau, 1530), va ser la seva primera publicació on defensava l'ús de "simples" (herbes medicinals) en lloc dels "compostos" nocius amb ingredients arcans de la medicina medieval.

- De historia stirpium commentarii insignes ("Comentaris notables de la història de les plantes", Basilea, 1542)

Fuchs tractà d'identificar les plantes descrites per autors clàssics. Però sense fer-ne una classificació sistemàtica natural. S'hi troba els primers informes del blat de moro i dels pebrots picants. L'obra està basada principalment en Dioscòrides. Conté 512 il·lustracions de plantes.
- Eyn Newes hochnutzlichs Büchlin/und Anothomi eynes auffgethonen augs/auch seiner erklärung bewerten purgation/Pflaster/Tollirien/Sälblin pulvern unnd wassern/wie mans machen und brauchen sol (Llibre nou d'anatomia...), 1539.

- Alle Kranckheyt der Augen (Totes les malalties de l'ull), 1539.

## Galeria d'imatges

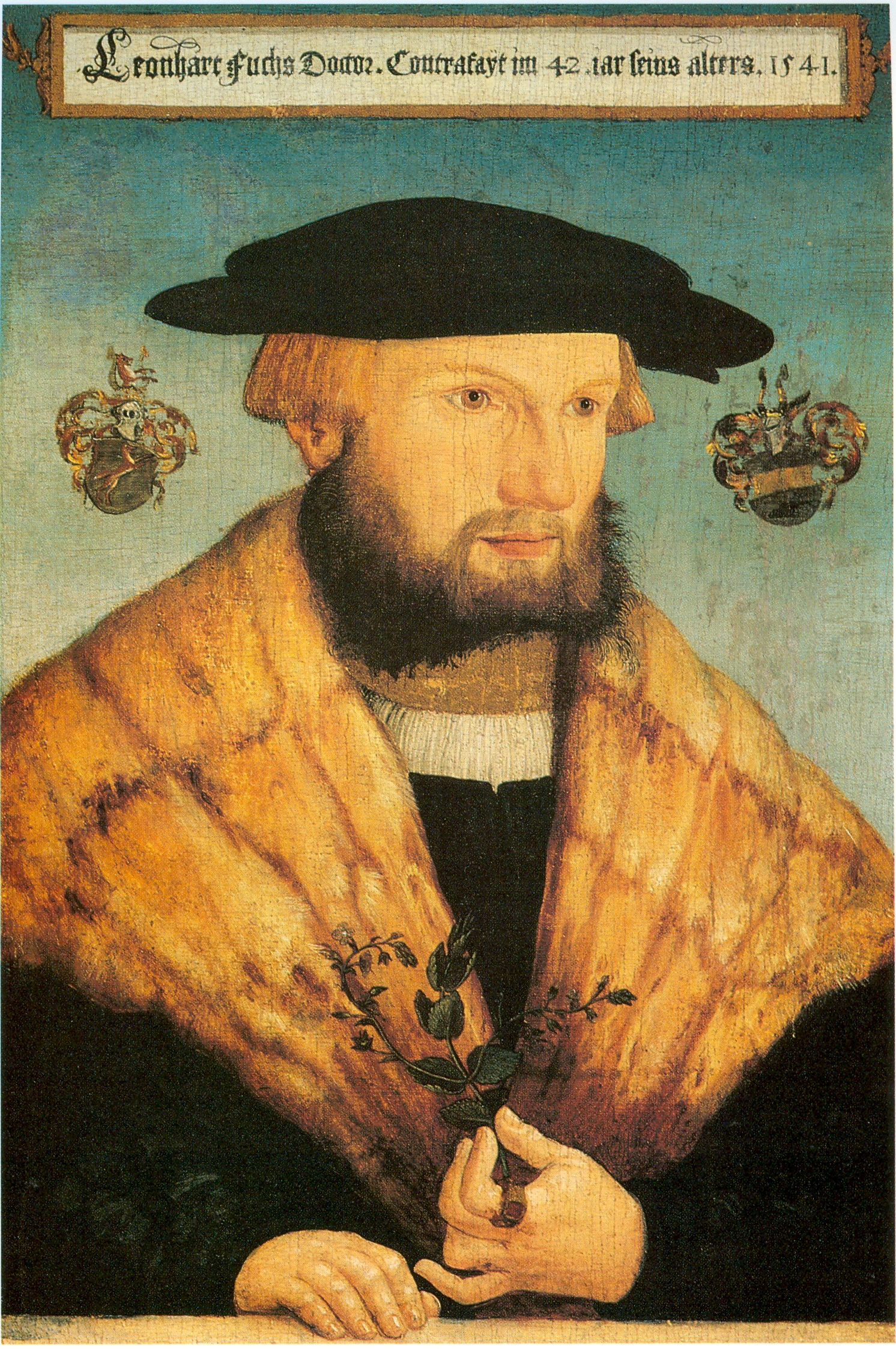
Retrat de L. Fuchs, per Heinrich Füllmaurer, Tubinga, 1541
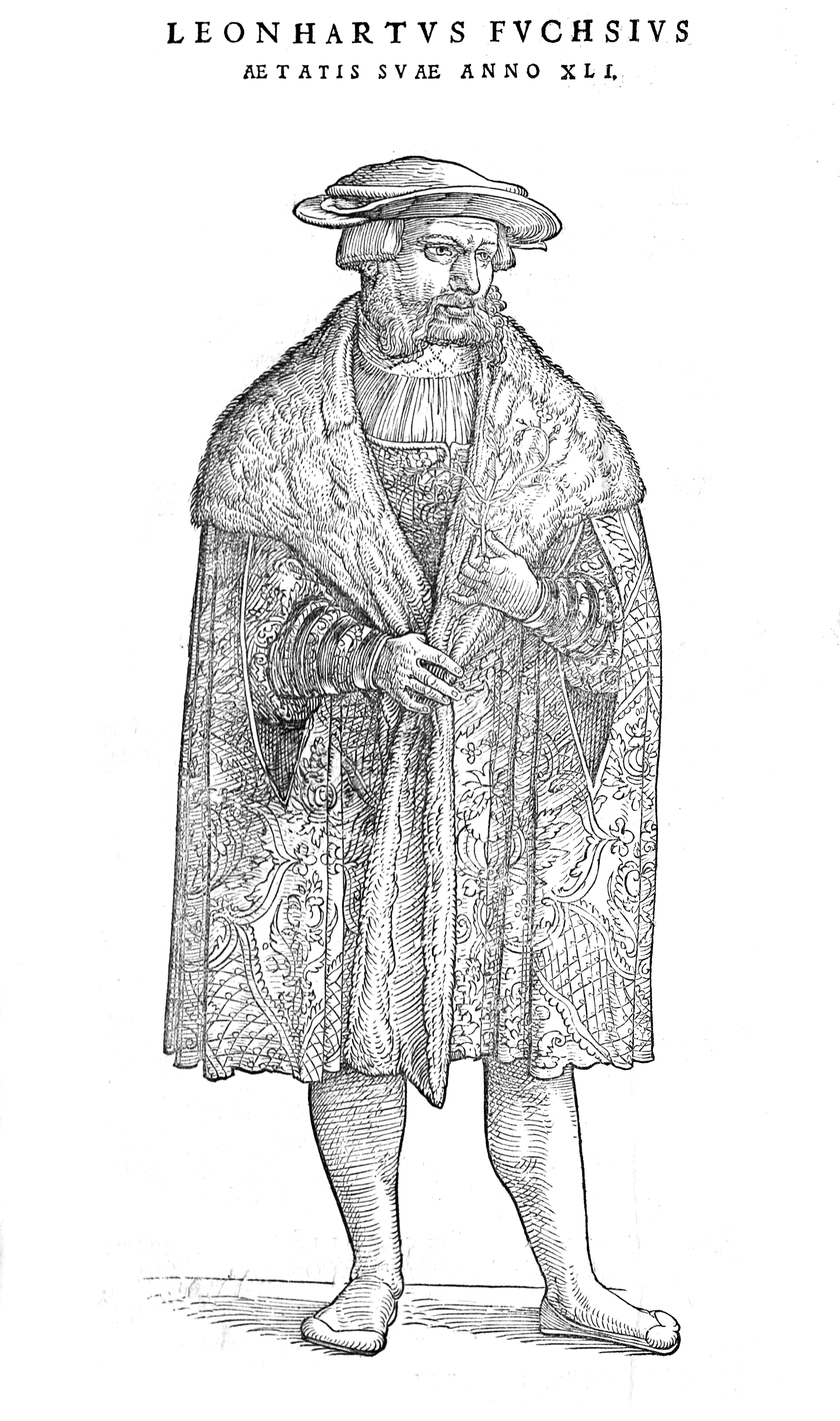
per Veit Rudolph Speckle
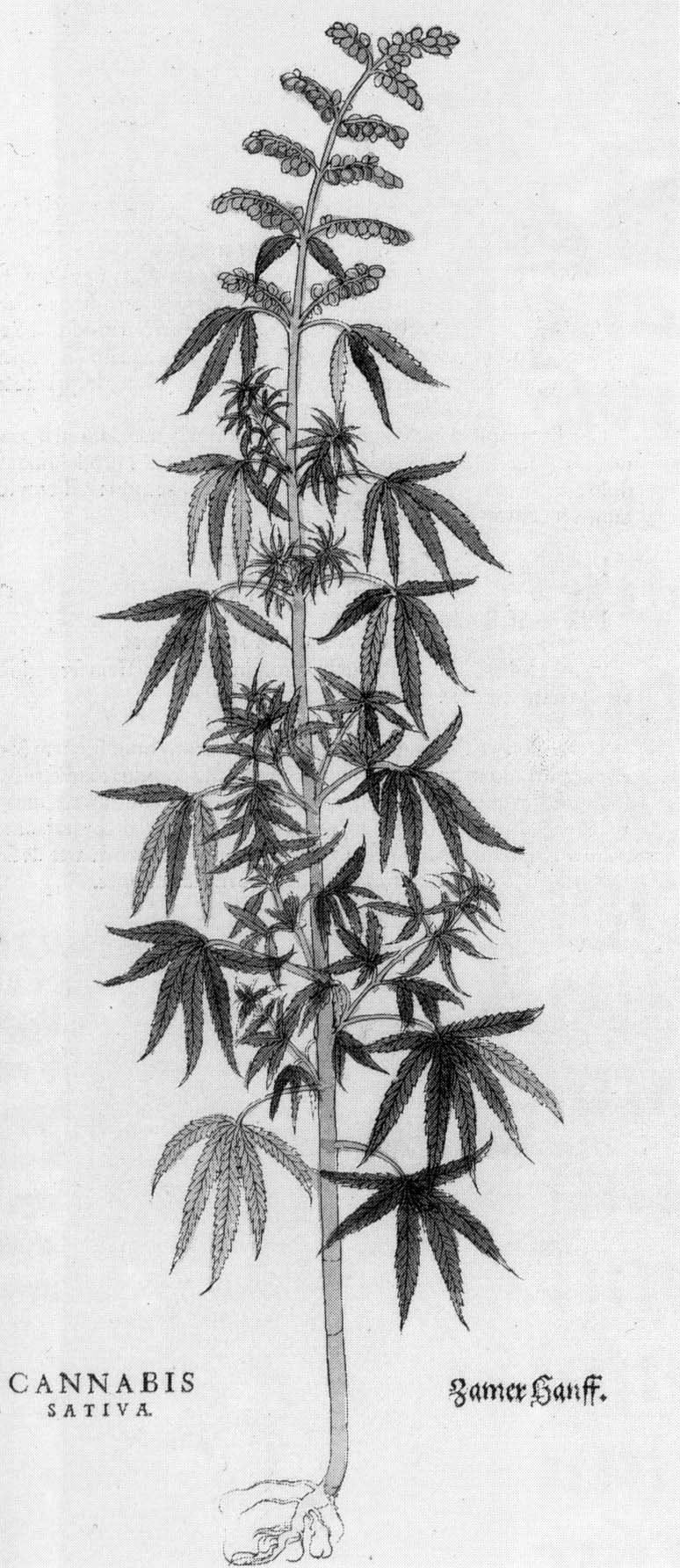
Cannabis sativa de De historia stirpium commentarii.